# Андре Полард
Андре Полард (енгл. Handré Pollard; 11. март 1994) професионални је рагбиста и репрезентативац ЈАР, који тренутно игра за рагби јунион тим Булси у Супер рагби лиги. Висок 188 цм, тежак 97 кг, Полард је за рагби репрезентацију Јужне Африке до сада одиграо 17 тест мечева и постигао 141 поен.